# Temporada 1931-1932 del RCD Espanyol
Dades de la Temporada 1931-1932 del RCD Espanyol.

## Fets Destacats
- Aquesta fou la primera temporada després de l'establiment de la República. L'Espanyol abandonà el títol de Reial en el seu nom.
- 13 de setembre de 1931, en partit del Campionat de Catalunya, Espanyol 8 - FC Palafrugell 1.[6]
- 20 de setembre de 1931, en partit del Campionat de Catalunya, FC Martinenc 1 - Espanyol 7.[7]
- 1 de novembre de 1931, en partit del Campionat de Catalunya, Espanyol 7 - FC Martinenc 0.[8]
- 8 de novembre de 1931, en partit del Campionat de Catalunya, Espanyol 6 - FC Badalona 1.[9]
- 22 de novembre de 1931, en partit de lliga, Espanyol 3 - València CF 0.[10]
- 16 de febrer de 1932, en partit de lliga, Espanyol 6 - Racing de Santander 1.[11]
- 6 de març de 1932, en partit de lliga, Espanyol 4 - Deportivo Alavés 0.[12]
- 10 d'abril de 1932, en partit de copa, RCD Mallorca 1 – Espanyol 1. El partit es suspengué a la primera part després que l'àrbitre fos agredit en concedir un gol a l'Espanyol.[13]
- 17 d'abril de 1932, en partit de copa, Espanyol 8 - RCD Mallorca 1.[14]
- 15 de maig de 1932, en partit de copa, Espanyol 3 - Real Betis 0.[15]
- 29 de maig de 1932, en partit de copa, Espanyol 6 - Deportivo La Coruña 0.[16]
- 5 de juny de 1932, en partit de copa, Athletic Club 8 - Espanyol 1.[17]
- 12 de juny de 1932, en partit de copa, Espanyol 0 - Athletic Club 4.[18]

## Resultats i Classificació

### Campionat de Catalunya
| Pos | Equip            | PJ | PG | PE | PP | GF | GC | DG  | Pts | Classificació |
| --- | ---------------- | -- | -- | -- | -- | -- | -- | --- | --- | ------------- |
| 1   | FC Barcelona (C) | 14 | 11 | 1  | 2  | 43 | 12 | +31 | 23  | Campió        |
| 2   | CE Espanyol      | 14 | 10 | 0  | 4  | 52 | 17 | +35 | 20  |               |
| 3   | CE Júpiter       | 14 | 8  | 2  | 4  | 33 | 22 | +11 | 18  |               |

### Lliga i Copa d'Espanya
- Lliga d'Espanya: Sisena posició amb 15 punts (18 partits, 7 victòries, 1 empat, 10 derrotes, 34 gols a favor i 39 en contra).
- Copa d'Espanya: Semifinalista. Eliminà el RCD Mallorca, Real Betis i Deportivo de La Corunya, però fou batut per l'Athletic Club.

## Plantilla
| P   | Jugador          | Lliga d'Espanya | Lliga d'Espanya | Copa d'Espanya | Copa d'Espanya | C. de Catalunya | C. de Catalunya |
| P   | Jugador          | PJ              | G               | PJ             | G              | PJ              | G               |
| --- | ---------------- | --------------- | --------------- | -------------- | -------------- | --------------- | --------------- |
| POR | Llàtzer Florenza | 17              | -34             | -              | -              | -               | -               |
| POR | Joaquín Aznar    | 1               | -5              | 8              | -19            | 5               | -4              |
| POR | Francesc Mañé    | -               | -               | -              | -              | 9               | -13             |
| DEF | Casto Moliner    | 16              | -               | 8              | -              | 14              | -               |
| DEF | Joaquim Arater   | 13              | -               | 8              | -              | 1               | -               |
| DEF | Ricardo Saprissa | 5               | -               | -              | -              | 13              | -               |
| DEF | Francesc Bussot  | -               | -               | -              | -              | 1               | -               |
| MIG | Pere Solé        | 17              | 3               | 7              | 2              | 14              | 10              |
| MIG | Josep Pausàs     | 10              | -               | 8              | -              | 13              | -               |
| MIG | Agustí Layola    | 11              | -               | 5              | -              | 14              | 1               |
| MIG | Ramon Trabal     | 9               | -               | 8              | -              | 13              | -               |
| MIG | Josep Cristià    | 17              | -               | -              | -              | -               | -               |
| MIG | Josep Besolí     | 6               | 4               | 2              | 2              | 13              | 9               |
| MIG | Antoni Franco    | -               | -               | -              | -              | 1               | -               |
| DAV | Gabriel Juvé     | 17              | 2               | 8              | 2              | 14              | 8               |
| DAV | Josep Prat       | 17              | 7               | 8              | 3              | 13              | 10              |
| DAV | Edelmiro Lorenzo | 14              | 10              | 8              | 8              | 12              | 13              |
| DAV | Crisant Bosch    | 14              | 1               | 8              | 5              | 2               | -               |
| DAV | Ubald Redó       | 13              | 7               | -              | -              | -               | -               |
| DAV | Josep Sastre     | -               | -               | 2              | -              | -               | -               |
| DAV | Avel·lí Llovera  | -               | -               | -              | -              | 2               | 1               |
| DAV | Antoni Martí     | 1               | -               | -              | -              | -               | -               |